# Hal Robson-Kanu
Thomas Henry Alex Robson-Kanu (London, 1989. május 21. –) angol születésű walesi válogatott labdarúgó.

## Sikerei, díjai

### Klub
- Reading
  - Angol másodosztály: 2011–12

### Válogatott
- Wales
  - Európa-bajnokság – bronzérem: 2016